# Рябов Віталій Федорович
Віталій Федорович Рябов (12 травня 1913, Кам'янка — 14 квітня 1977) — український радянський живописець, член Спілки радянських художників України. Чоловік мистецтвознавця Зінаїди Виноградової.

## Біографія
Народився 12 травня 1913 року в селі Кам'янці (тепер Херсонська область). 1941 року закінчив Київський художній інститут (викладачі Абрам Черкаський, Костянтин Єлева, Сергій Григор'єв).
Жив у Житомирі, в будинку на вулиці Театральній, 25, квартира 3. Помер 14 квітня 1977 року.

## Творчість
Працював в галузі станкового живопису у жанрі портрета. Серед робіт:
- «Син» (1947);
- «Перший успіх» (1954);
- портрет Я. О. Усика (1956);
- «Портрет сільської дівчини» («Цокотуха») (1966).

Брав участь у виставках: республіканських з 1948 року, персональна — Житомир та Житомирська область, 1968.